# Тешинское герцогство
Цешинское княжество или Тешинское герцогство (пол. Księstwo Cieszyńskie, нем. Herzogtum Teschen, чеш. Těšínské knížectví) — одно из Силезских княжеств со столицей в городе Цешин/Тешин. Ядром была Тешинская Силезия, включало также прилегающие территории.

## История
В 1282 году умер князь Владислав Опольский, правивший Опольско-ратиборским княжеством. У него было четыре сына, которые разделили наследство между собой. Старший сын Мешко вместе с братом Пшемыславом поначалу стали совместно управлять воссозданным Ратиборским княжеством, однако в 1290 году предпочли разделить владения. Мешко взял себе земли между реками Остравице и Сола, на которых находились города Цешин и Освенцим — так было образовано Цешинское княжество.
В 1315 году Мешко скончался, и княжество было разделено между его сыновьями: Владислав получил Освенцим, а Цешин остался у Казимира. Постепенно Казимир отдалялся от польских интересов, и в 1327 году принёс оммаж Иоанну Люксембургскому как королю Богемии. С тех пор история Цешинского княжества была в большей степени связана с Прагой, чем с Краковом. От Казимира в 1358 году княжество унаследовал его сын Пшемыслав I Носак, который за долгую жизнь сумел приумножить свои владения. 
В период Реформации цешинские правители колебались между католичеством и лютеранством, которое поддерживал князь Вацлав III Адам, правивший Цешинским княжеством с 1528 по 1576 годы. Мужская линия цешинских князей пресеклась в 1625 году со смертью бездетного князя Фридриха Вильгельма. После этого Габсбурги попытались присоединить Цешинское княжество к своим владениям на правах сюзерена, но сопротивление Эльжбеты Лукреции (старшей сестры покойного князя) привело к тому, что германский император Фердинанд II выразил согласие на передачу ей пожизненной власти в княжестве, но без права передачи своим потомкам. Во время правления Эльжбеты Лукреции — последней из цешинских Пястов — княжество разоряли армии Тридцатилетней войны. 
После смерти Эльжбеты Лукреции в 1653 году княжество перешло под прямое управление императора Священной Римской империи Фердинанда III Габсбурга как короля Чехии. С этого времени оно перестало существовать как суверенное государственное образование, став наследственным земельным владением дома Габсбургов.
В 1722 году император Карл VI отделил Тешинское герцогство от земель Чешской короны и передал его герцогу Леопольду I Лотарингскому в качестве компенсации за уступленный им Савойской династии Монферрат. В 1729 году герцогство унаследовал его сын   Франц I Стефан, семью годами позже женившийся на дочери Карла VI, будущей императрице Марии Терезии. 
В 1740 году вся Силезия была захвачена прусским королем Фридрихом II Великим. По условиям Бреславльского мира 11 июня 1742 года Австрии удалось вернуть часть Силезии, в том числе и Тешенское герцогство. После смерти Франца I Стефана им владела его дочь Мария Кристина с супругом Альбертом Саксен-Тешенским (сыном польского короля Августа III). Во время их правления здесь состоялся Тешинский конгресс, завершивший войну за баварское наследство.
По причине бездетности в 1790 году правящая чета усыновила племянника Марии Кристины – эрцгерцога Карла Иоганна. Впоследствии титул герцога Тешинского носили потомки Карла Иоганна – Альбрехт и Фридрих Мария Альбрехт. Все трое были видными военачальниками и фельдмаршалами (в армиях Австрии, Германии, России).
После распада Австро-Венгрии за обладание Тешинской Силезией между Польшей и Чехословакией вспыхнул Тешинский конфликт. Международная конференция 1920 года постановила разделить спорную территорию между этими странами. Сейчас территория бывшего герцогства разделена между Польшей и Чехией, причем его столица также разделена по реке Ольше на польский Цешин и чешский Чески-Тешин.

## Правители

### Князья Цешина
| #                                    | Портрет                              | Имя (годы жизни)                                                  | Родители                                               | Годы правления      | Примечания |
| ------------------------------------ | ------------------------------------ | ----------------------------------------------------------------- | ------------------------------------------------------ | ------------------- | --- |
| 1                                    |                                      | Мешко I Цешинский (1252/1256 — 1314/1315)                         | Владислав Опольский Евфимия Великопольская             | 1290–1314/1315      | князь Ратиборский (с 1281/1282 по 1290 год) |
| 2                                    |                                      | Казимир I Цешинский (1280/1290 — 1358)                            | Мешко I Цешинский Неизвестная                          | 1314/1315–1358      | князь Севежский (c 1337 по 1358 год), князь Бытомский (с 1357 по 1358 год, половина княжества) |
| 3                                    |                                      | Пшемыслав I Носак (1332/1336 — 23 августа 1410)                   | Казимир I Цешинский Евфимия Мазовецкая                 | 1358–1410           | князь Севежский (c 1358 по 1359 и с 1368 по 1410 год), князь Бытомский (с 1357 по 1405 год, половина княжества), князь Глогувский (с 1384 по 1404 и с 1406 по 1410 год, половина княжества), князь Сцинавский (с 1384 по 1404 и с 1406 по 1410 год, половина княжества)                  |
| 4                                    |                                      | Болеслав I Цешинский (после 1363 — 6 мая 1431)                    | Пшемыслав I Носак Елизавета Бытомская                  | 1410–1431           | князь Севежский (c 1405 по 1431 год), князь Бытомский (с 1405 по 1431 год, половина княжества), князь Глогувский (с 1410 по 1431 год, половина княжества), князь Сцинавский (с 1410 по 1431 год, половина княжества), генеральный староста Силезии (с 1497 по 1504 и с 1507 по 1517 год) |
| 5                                    |                                      | Вацлав I Цешинский (1413/1416 — 1474)                             | Болеслав I Цешинский Евфимия Мазовецкая                | 1431–1468           | князь Севежский (c 1431 по 1443 год), князь Бытомский (с 1431 по 1452 и с 1452 по 1459 год, половина княжества), князь Глогувский (с 1431 по 1442 год, половина княжества), князь Сцинавский (с 1431 по 1442 год, половина княжества)                                                    |
| 6                                    |                                      | Владислав Глогувский (ок. 1420 — ок. 14 февраля 1460)             | Болеслав I Цешинский Евфимия Мазовецкая                | 1431–1442           | князь Севежский (c 1431 по 1442 год), князь Бытомский (с 1431 по 1442 год, половина княжества), князь Глогувский (с 1431 по 1460 год, половина княжества), князь Сцинавский (с 1431 по 1460 год, половина княжества)                                                                     |
| 7                                    |                                      | Пшемыслав II Цешинский (ок. 1420 — 18 марта 1477)                 | Болеслав I Цешинский Евфимия Мазовецкая                | 1431–1442 1468–1477 | князь Севежский (c 1431 по 1442 год), князь Бытомский (с 1431 по 1442 год, половина княжества), князь Глогувский (с 1431 по 1442 и с 1460 по 1476 год, половина княжества), князь Сцинавский (с 1431 по 1442 и с 1460 по 1476 год, половина княжества)                                   |
| 8                                    |                                      | Болеслав II Цешинский (ок. 1428 — 4 октября 1452)                 | Болеслав I Цешинский Евфимия Мазовецкая                | 1431–1442           | князь Севежский (c 1431 по 1442 год), князь Бытомский (с 1431 по 1442 и в 1452 году, половина княжества), князь Глогувский (с 1431 по 1442 год, половина княжества), князь Сцинавский (с 1431 по 1442 год, половина княжества)                                                           |
| 9                                    |                                      | Казимир II Цешинский (1448/1453 — 13 декабря 1528)                | Болеслав II Цешинский Анна Ивановна Бельская           | 1477–1528           | князь Опавский (с 1506 по 1528 год), князь Глогувский (с 1506 по 1528 год), князь Сцинавский (с 1493 по 1528 год, половина княжества), генеральный староста Силезии (с 1497 по 1504 и с 1507 по 1517 год)                                                                                |
| 10                                   |                                      | Вацлав III Адам (декабрь 1524 — 4 ноября 1579) (внук Казимира II) | Вацлав II Цешинский Анна Бранденбургская               | 1528–1579           | |
| 11                                   |                                      | Адам Вацлав Цешинский (12/13 декабря 1574 — 13 июля 1617)         | Вацлав III Адам Екатерина Сидония Саксен-Лауэнбургская | 1579–1617           | |
| 12                                   |                                      | Фридрих Вильгельм Цешинский (9 ноября 1601 — 19 августа 1625)     | Адам Вацлав Цешинский Елизавета Курляндская            | 1617–1625           | |
| 13                                   |                                      | Эльжбета Лукреция Цешинская (1 июня 1599 — 19 мая 1653)           | Адам Вацлав Цешинский Елизавета Курляндская            | 1625–1653           | |
| Вошло в состав земель Чешской короны | Вошло в состав земель Чешской короны | Вошло в состав земель Чешской короны                              | Вошло в состав земель Чешской короны                   | 1653                | |

### Герцоги Тешина
| #                                                         | Портрет                                                   | Имя (годы жизни)                                           | Родители                                                     | Годы правления | Примечания |
| --------------------------------------------------------- | --------------------------------------------------------- | ---------------------------------------------------------- | ------------------------------------------------------------ | -------------- | --- |
| 1                                                         |                                                           | Фердинанд IV Габсбург (8 сентября 1633 — 9 июля 1654)      | Фердинанд III Мария Анна Испанская                           | 1653–1654      | Римский король (с 1653 по 1654 год), король Чехии (с 1646 по 1654 год), король Венгрии (с 1647 по 1654 год) |
| 2                                                         |                                                           | Фердинанд III (13 июля 1608 — 2 апреля 1657)               | Фердинанд II Мария Анна Баварская                            | 1654–1657      | император Священной Римской империи (с 1637 по 1657 год), король Чехии (с 1627 по 1646 год), король Венгрии (с 1627 по 1647 год) |
| 3                                                         |                                                           | Леопольд I (9 июня 1640 — 5 мая 1705)                      | Фердинанд III Мария Анна Испанская                           | 1657–1705      | император Священной Римской империи (с 1658 по 1705 год), король Чехии (с 1656 по 1705 год), король Венгрии (с 1655 по 1705 год), эрцгерцог Австрии (с 1665 по 1705 год)                                                                        |
| 4                                                         |                                                           | Иосиф I (26 июля 1678 — 17 апреля 1711)                    | Леопольд I Элеонора Нейбургская                              | 1705–1711      | император Священной Римской империи, король Чехии, эрцгерцог Австрии, король Венгрии (с 1711 по 1740 год) |
| 5                                                         |                                                           | Карл VI (1 октября 1685 — 20 октября 1740)                 | Леопольд I Элеонора Нейбургская                              | 1711–1722      | император Священной Римской империи, король Чехии и эрцгерцог Австрии (с 1705 по 1711 год), король Венгрии (с 1687 по 1711 год), король Сардинии (с 1714 по 1720 год), король Неаполя (с 1714 по 1735 год), король Сицилии (с 1720 по 1735 год) |
| 6                                                         |                                                           | Леопольд I Лотарингский (11 сентября 1679 — 27 марта 1729) | Карл V, герцог Лотарингии Элеонора Мария Австрийская         | 1722–1729      | герцог Лотарингский (c 1690 по 1729 год) |
| 7                                                         |                                                           | Франц I Стефан (8 декабря 1708 — 18 августа 1765)          | Леопольд I Лотарингский Елизавета Шарлотта Бурбон-Орлеанская | 1729–1765      | император Священной Римской империи (с 1745 по 1765 год), эрцгерцог Австрии (с 1740 по 1765 год), герцог Лотарингский (c 1729 по 1737 год), великий герцог Тосканский (c 1737 по 1765 год)                                                      |
| 8                                                         |                                                           | Иосиф II (13 марта 1741 — 20 февраля 1790)                 | Франц I Стефан Мария Терезия                                 | 1765–1766      | император Священной Римской империи и эрцгерцог Австрии (с 1765 по 1790 год), король Чехии и Венгрии (с 1780 по 1790 год) |
| 9                                                         |                                                           | Мария Кристина Тешенская (13 мая 1742 — 24 июня 1798)      | Франц I Стефан Мария Терезия                                 | 1766–1798      | |
| 10                                                        |                                                           | Альберт Саксен-Тешенский (11 июля 1738 — 10 февраля 1822)  | Август III, король Польши Мария Йозефа Австрийская           | 1766–1822      | |
| 11                                                        |                                                           | Карл Тешенский (5 сентября 1771 — 30 апреля 1847)          | Леопольд II Мария-Луиза Испанская                            | 1822–1847      | |
| 12                                                        |                                                           | Альбрехт Тешенский (3 августа 1817 — 18 февраля 1895)      | Карл Тешенский Генриетта Александрина Нассау-Вейльбургская   | 1847–1895      | |
| 13                                                        |                                                           | Фридрих Тешенский (4 июня 1856 — 30 декабря 1936)          | Карл Фердинанд Австрийский Елизавета Франциска Австрийская   | 1895–1918      | |
| Упразднено в результате распада Австро-Венгерской империи | Упразднено в результате распада Австро-Венгерской империи | Упразднено в результате распада Австро-Венгерской империи  | Упразднено в результате распада Австро-Венгерской империи    | 1918           | |